# Craniella insidiosa
Craniella insidiosa är en svampdjursart som beskrevs av Schmidt 1870. Craniella insidiosa ingår i släktet Craniella och familjen Tetillidae. Inga underarter finns listade i Catalogue of Life.